# Henri Sauvagnac
Pour les articles homonymes, voir Sauvagnac (homonymie).
Henri Sauvagnac, né le 9 janvier 1905 à Grenoble et mort le 6 mai 1982 à Anglet, est un général de division de l'armée de terre française, pionnier du parachutisme militaire en France. Le 1er janvier 1938, il reçoit le premier brevet de parachutisme militaire.

## Carrière militaire
Élève de Saint-Cyr, il fait partie de la promotion du Rif (1924-1926).

### Seconde Guerre mondiale
Le 1er octobre 1937, il bat le record de chute libre avec une durée de 74 secondes.
De 1937 à 1940, le capitaine Henri Sauvagnac commande la compagnie du 601e groupe d'infanterie de l’air (CIA 2/601 du 601e GIA) basé à Reims, puis de 1941 à 1943 la compagnie d'infanterie de l'air no 1 à Oued-Smar (CIA no 1) et enfin, en 1943, le bataillon de chasseurs parachutistes no 1 (le BCP no 1 issu de la CIA no 1).
Quand le 1er mai 1943, le BCP no 1 devient le 1er RCP, le commandement de la nouvelle unité revient au colonel Hartemann puis est confié momentanément au chef de bataillon Sauvagnac (1943) et à nouveau de 1945 à 1947.
Il participe à la libération de l'Europe et combat en Italie et en France au sein du 3e RTA.

### Guerre d'Indochine
Lorsque la demi-brigade de marche parachutiste (DBMP) est créée en décembre 1946 à partir d'effectifs de la 25e DAP, le lieutenant colonel Sauvagnac quitte son commandement et prend celui de la nouvelle unité constituée pour combattre en Indochinejusqu'à sa dissolution en juin1948;
Volontaire pour un second séjour en Indochine française, il prend le commandement de l'ensemble des troupes aéroportées (TAPI)en 1953-1954.

### Guerre d'Algérie
De 1956 à 1958, il commande la 25e division parachutiste.

## Distinctions
- Grand officier de la Légion d'honneur, cité douze fois au feu.